# Lance Pitlick
Lance Pitlick (né le 5 novembre 1967 à Minneapolis dans l'État du Minnesota aux États-Unis) est un joueur professionnel américain de hockey sur glace. Il évoluait au poste de défenseur.

## Biographie
Il est repêché par les North Stars du Minnesota, au 180e rang, lors du repêchage d'entrée dans la LNH 1986 et a évolué durant quatre saisons avec les Golden Gophers de l'Université du Minnesota. Non signé par les North Stars après la fin de son cursus universitaire, il s'entend avec les Flyers de Philadelphie en 1990, mais passe ses quatre premières saisons professionnelles avec leur équipe affiliée, les Bears de Hershey. Il signe avec les Sénateurs d'Ottawa en 1994 et fait ses débuts dans la LNH durant cette saison. Il obtient un poste permanent avec les Sénateurs à partir de la saison 1996-1997. Il signe avec les Panthers de la Floride en 1999 et passe trois saisons avec l'équipe avant de se retirer.
Son neveu, Tyler Pitlick, est également joueur de hockey professionnel.

## Statistiques
| Saison     | Équipe                              | Ligue      |     | Saison régulière | Saison régulière | Saison régulière | Saison régulière | Saison régulière |   | Séries éliminatoires | Séries éliminatoires | Séries éliminatoires | Séries éliminatoires | Séries éliminatoires |
| Saison     | Équipe                              | Ligue      | PJ  | B                | A                | Pts              | Pun              | PJ               | B | A                    | Pts                  | Pun                  |                      |                      |
| 1986-1987  | Université du Minnesota             | WCHA       | 45  | 0                | 9                | 9                | 88               | -                | - | -                    | -                    | -                    |                      |                      |
| 1987-1988  | Université du Minnesota             | WCHA       | 38  | 3                | 9                | 12               | 76               | -                | - | -                    | -                    | -                    |                      |                      |
| 1988-1989  | Université du Minnesota             | WCHA       | 47  | 4                | 9                | 13               | 95               | -                | - | -                    | -                    | -                    |                      |                      |
| 1989-1990  | Université du Minnesota             | WCHA       | 14  | 3                | 2                | 5                | 26               | -                | - | -                    | -                    | -                    |                      |                      |
| 1990-1991  | Bears de Hershey                    | LAH        | 64  | 6                | 15               | 21               | 75               | 3                | 0 | 0                    | 0                    | 9                    |                      |                      |
| 1991-1992  | Bears de Hershey                    | LAH        | 4   | 0                | 0                | 0                | 6                | 3                | 0 | 0                    | 0                    | 4                    |                      |                      |
| 1992-1993  | Bears de Hershey                    | LAH        | 53  | 5                | 10               | 15               | 77               | -                | - | -                    | -                    | -                    |                      |                      |
| 1993-1994  | Bears de Hershey                    | LAH        | 58  | 4                | 13               | 17               | 93               | 11               | 1 | 0                    | 1                    | 11                   |                      |                      |
| 1994-1995  | Senators de l'Île-du-Prince-Édouard | LAH        | 61  | 8                | 19               | 27               | 55               | 11               | 1 | 4                    | 5                    | 10                   |                      |                      |
| 1994-1995  | Sénateurs d'Ottawa                  | LNH        | 15  | 0                | 1                | 1                | 6                | -                | - | -                    | -                    | -                    |                      |                      |
| 1995-1996  | Senators de l'Île-du-Prince-Édouard | LAH        | 29  | 4                | 10               | 14               | 39               | 5                | 0 | 0                    | 0                    | 0                    |                      |                      |
| 1995-1996  | Sénateurs d'Ottawa                  | LNH        | 28  | 1                | 6                | 7                | 20               | -                | - | -                    | -                    | -                    |                      |                      |
| 1996-1997  | Sénateurs d'Ottawa                  | LNH        | 66  | 5                | 5                | 10               | 91               | 7                | 0 | 0                    | 0                    | 4                    |                      |                      |
| 1997-1998  | Sénateurs d'Ottawa                  | LNH        | 69  | 2                | 7                | 9                | 50               | 11               | 0 | 1                    | 1                    | 17                   |                      |                      |
| 1998-1999  | Sénateurs d'Ottawa                  | LNH        | 50  | 3                | 6                | 9                | 33               | 2                | 0 | 0                    | 0                    | 0                    |                      |                      |
| 1999-2000  | Panthers de la Floride              | LNH        | 62  | 3                | 5                | 8                | 44               | 4                | 0 | 1                    | 1                    | 0                    |                      |                      |
| 2000-2001  | Panthers de la Floride              | LNH        | 68  | 1                | 2                | 3                | 42               | -                | - | -                    | -                    | -                    |                      |                      |
| 2001-2002  | Panthers de la Floride              | LNH        | 35  | 1                | 1                | 2                | 12               | -                | - | -                    | -                    | -                    |                      |                      |
| Totaux LNH | Totaux LNH                          | Totaux LNH | 393 | 16               | 33               | 49               | 298              | 24               | 0 | 2                    | 2                    | 21                   |                      |                      |

## Trophées et honneurs personnels
- 1994-1995 : participe au Match des étoiles de la LAH.